# Theravada

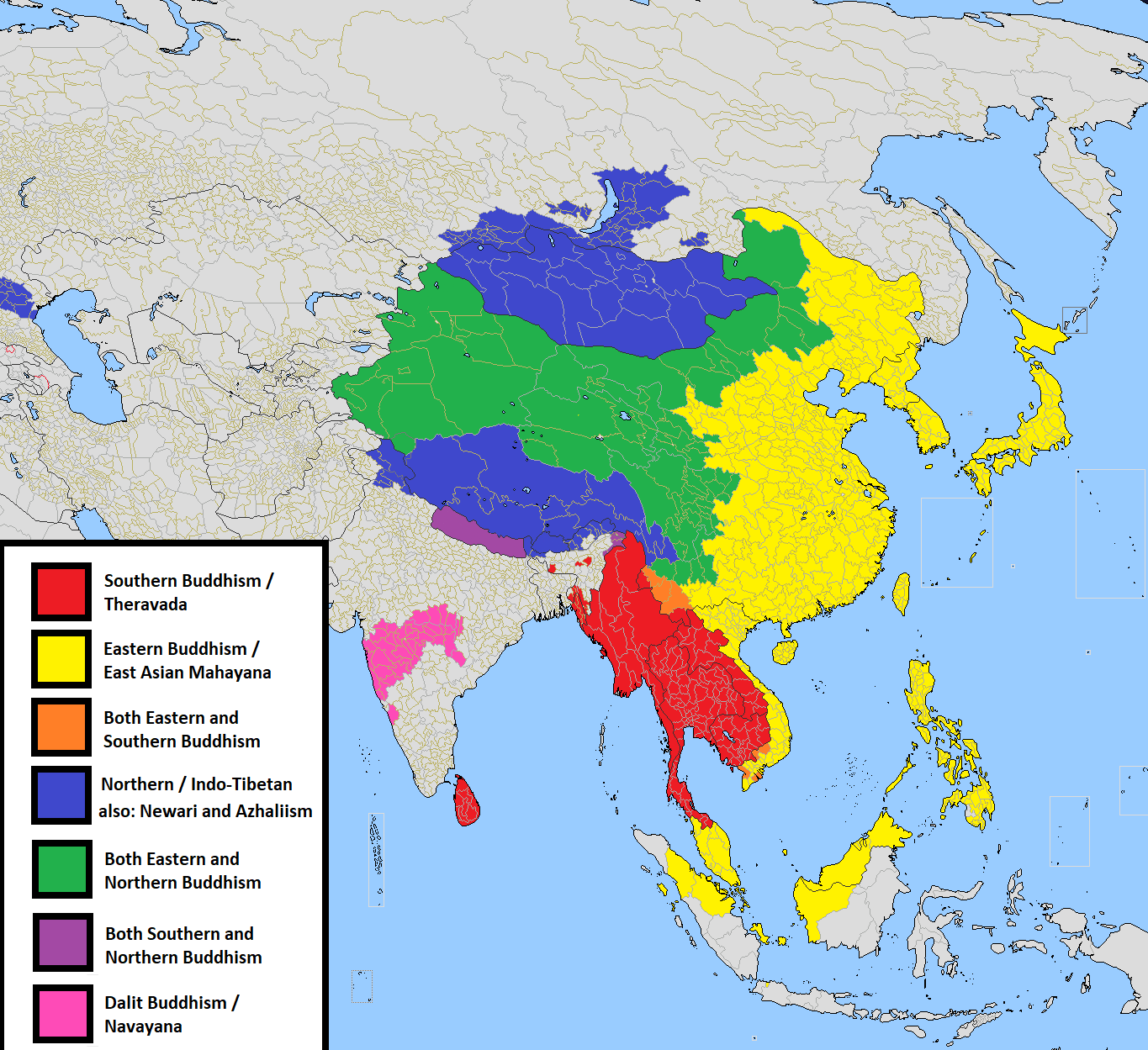
Mapa de les tres principals branques del budisme.

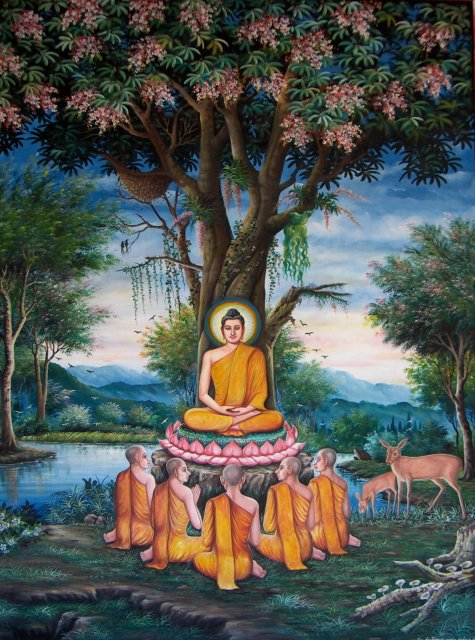
Pintura del primer sermó de Buda, Wat Chedi Liem

El budisme theravada (en pali: थेरवाद theravāda, en sànscrit: स्थविरवाद sthaviravāda, literalment: 'doctrina dels ancians' o 'l'antic ensenyament') és la forma de budisme dominant a l'Àsia del Sud i del Sud-est (Sri Lanka, Tailàndia, Cambodja, Myanmar, Laos i parts del Vietnam), entre els xinesos d'Indonèsia i de Malàisia, així com en certes ètnies del sud-oest de la Xina. La seva implantació a Occident és més recent que la dels corrents zen o vajrayana.
Aquest corrent, fundat a l'Índia, és l'escola budista més antiga i es defineix com l'hereu de la doctrina original de Siddharta Gautama (el Buda); per això, és relativament conservador. La "doctrina dels ancians" es recolza en un cànon anomenat cànon pali o tipitaka, que comprèn nombrosos texts basats en les paraules del Buda, recollides pels seus contemporanis i fixades en el tercer concili (247 aC), organitzat a Palatiputra per l'emperador Aixoka.
Sovint, es fa servir el terme hinayana com a sinònim de theravada, malgrat les objeccions de nombrosos practicants d'aquest corrent que avui dia inclou uns 100 milions d'adeptes a escala mundial.
Durant la dècada del 2010 a Tailàndia, Sri Lanka i Birmània els monjos theravada van començar a defendre postures violentes, tenint un paper polític dirigit contra els musulmans, als quals consideraven causants del retrocés del budisme theravada des de l'Afganistan fins a Malàisia. Aquest extremisme religiós fou unit a un nacionalisme. Són exemples el partit polític fundat el 2012 per monjos de Sri Lanka Bodu Bala Sena i el moviment de Birmania Ma Ba Tha, fundat el mateix any. El moviment Ma Ba Tha és el responsable del genocidi dels musulmans rohingya. El 2015 a Tailàndia hi sorgeix el moviment polític independentista del sud encapçalat per Banjob Bannaruji.
El 2017 el budisme theravada es trobava implatat a Birmània, Cambodja, Laos, Sri Lanka, Tailàndia i part del Vietnam.

## Doctrina
Com apunta l'historiador Richard Gombrich: «En termes doctrinals els theravadin aclareixen que ells són vibhajja-vadin, és a dir ‘analistes' que es complauen a classificar els estats psicològics». Aquesta doctrina sosté que la introspecció clara ha de ser el resultat de l'experiència individual, recerca crítica i raonament, és a dir allò oposat a la fe cega. No obstant, les escriptures tradicionals també emfatitzen el fet de seguir els consells dels savis, perquè ells i l'avaluació de les pròpies experiències han de ser els instruments per jutjar les pràctiques.
L'objectiu theravada és l'alliberament (o llibertat) de dukkha, segons les quatre nobles veritats, la qual cosa s'aconsegueix a l'assolir el nirvana, que també completa el continu cicle de naixement i mort. El theravada ensenya que el nirvana s'aconsegueix abans sent un noble deixeble de Buda: un arhat.

## Cànon Pali
El budisme theravada considera el Cànon Pali com la versió autoritzada dels ensenyaments de Buda. Segons Bhikkhu Bodhi, aquest Cànon va ser compilat en els tres grans concilis budistes durant els primers tres segles després de la mort del Buda: «El primer a Rajagaha, convocat tres mesos després del Parinirvana de Buda per cinc-cents monjos sota el lideratge del monjo Mahakassapa; el segon a Vesali, cent anys després i el tercer a Pataliputta, 200 anys més tard. El Cànon que va resultar d'aquests concilis, conservat en el llenguatge indi mitjà ara anomenat pali, es coneix com a Tipitaka, 'els tres cistells' o col·leccions de les lliçons».